# ショッピングモール ヴィオ
ショッピングモール ヴィオは福井県大野市鍬掛にあるショッピングセンター。

## アクセス
公共交通機関
- 京福バス55「大野線」、59「大野線」、46「勝山・大野線」終点「ヴィオ」下車。
- 大野市コミュニティバス「まちなか循環バス（ゆう・ゆうバス）」南ルート「ヴィオ」下車。